# Charlotte van Bourbon

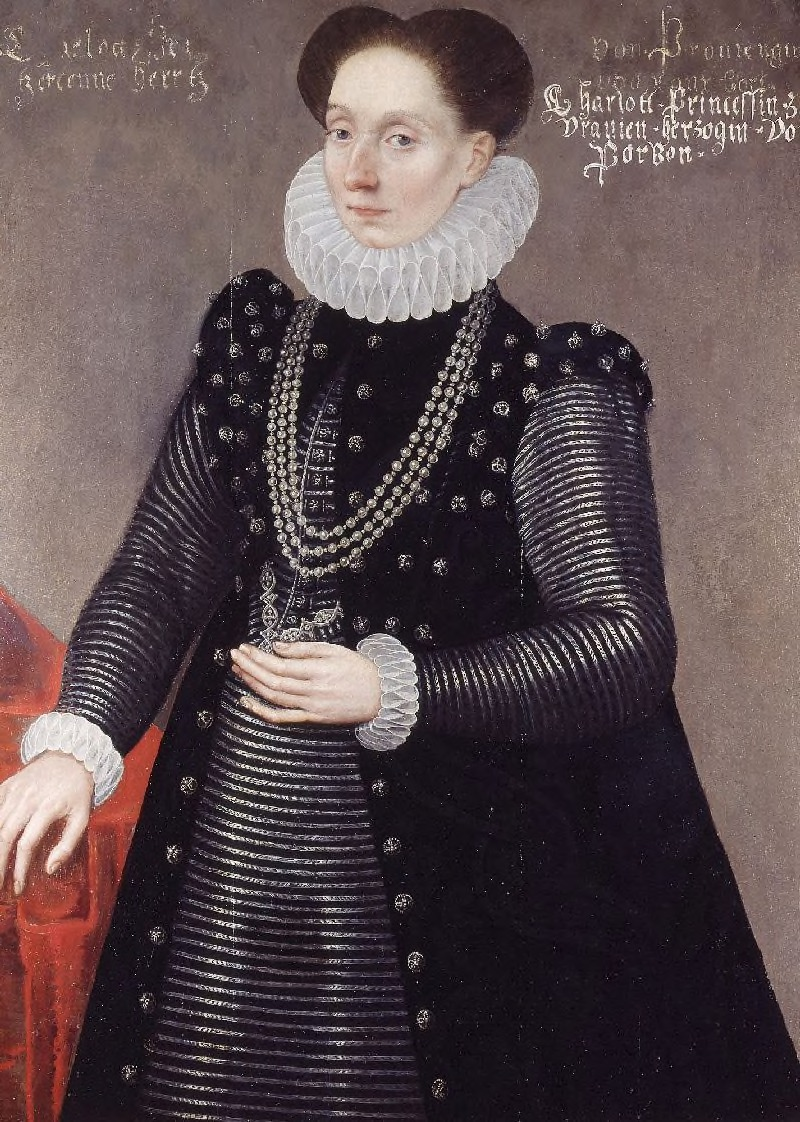
Portret van Charlotte van Bourbon door Daniel van den Queborn.

Charlotte van Bourbon (Frans: Charlotte de Bourbon, 1546/1547 — Antwerpen, 5 mei 1582) was de dochter van Lodewijk III van Bourbon-Vendôme, hertog van Montpensier en Jacqueline de Longwy, gravin van Bar-sur-Seine. Charlotte was sinds 1575 de derde echtgenote van Willem van Oranje.

## Levensloop
Charlotte was amper vijftien dagen oud toen ze werd toevertrouwd aan haar tante Louise de Givry, die abdis was in de Notre-Dameabdij van Jouarre. Na de dood van haar moeder werd ze voorbestemd voor een religieus leven. Volgens haar vader had dat het voordeel dat Charlotte dan niet kon delen in de erfenis, die hij bij zijn enige zoon François in betere handen vond. In 1559, toen ze nog maar dertien jaar oud was, werd ze gekozen tot abdis van Jouarre. Op 17 maart van dat jaar werd ze geprofest. Charlotte liet officieel een protest optekenen in een proces-verbaal, dat zij geen non wilde worden en dus ook geen abdis, noch dat zij van haar erfenis wilde afzien. In 1565 werd ze geïnstalleerd als abdis, en ook bij deze gelegenheid liet Charlotte optekenen dat dit onder dwang en tegen haar wil gebeurde. In tegenstelling tot haar vader, die tijdens de godsdienstoorlogen vanaf 1561 aan de zijde van de katholieken vocht, vatte Charlotte sympathie op voor de hugenoten. Verschillende benedictinessen van Jouarre, onder wie priorin Jeanne Chabot, hadden protestantse sympathieën, net als enkele lokale edelen. Zij onderrichtten Charlotte.
In 1572 vluchtte Charlotte uit het klooster en zocht op advies van Johanna van Albret, koningin van Navarra, bescherming in Heidelberg, bij de calvinistische vorst Frederik III van de Palts (Louise Juliana, de oudste dochter van Charlotte, zou later trouwen met diens kleinzoon) en ging zelf ook over tot het calvinisme. Haar vader stuurde twee afgevaardigden naar het hof van Heidelberg om haar terugkeer te eisen, maar Frederik III weigerde dit. Aan dit hof ontmoette zij enkele weken later Willem van Oranje. Twee jaar later vroeg die haar, via zijn vertrouweling Filips van Marnix van Sint-Aldegonde, ten huwelijk.
Het huwelijk van Willem van Oranje met Charlotte van Bourbon op 12 juni 1575 stuitte bij velen om een aantal redenen op onbegrip. Niet alleen zat Willem diep in de schulden, maar ook was Charlotte als afvallige non onterfd door haar vader en kreeg zij natuurlijk geen bruidsschat mee. De familie van Anna van Saksen wees erop, dat er in 1571 weliswaar een scheiding van tafel en bed tot stand was gekomen, maar dat er van formele echtscheiding geen sprake was. Dit derde huwelijk van Willem was dan ook geen huwelijk uit berekening, zoals gewoonlijk in die dagen, maar uit wederzijdse liefde en genegenheid. Hun briefwisseling laat dit zien. Charlotte steunde Willem krachtig in zijn Nederlandse onafhankelijkheidsstrijd. Zij liet zich, als Willem op pad was, door brieven op de hoogte houden en fungeerde als verbindingspersoon tussen Willem en het leger.  	
Op 11 oktober 1577 nam Oranjes echtgenote Charlotte van Bourbon haar intrek in het familieslot van de Nassau's in Breda. In de zeven jaren van hun huwelijk baarde zij hem niet minder dan zes kinderen, die allen volwassen geworden zijn.
Direct na de eerste (mislukte) aanslag op Willems leven op 18 maart 1582 waarbij hij met een pistool in zijn wang werd geschoten, verzorgde Charlotte haar man intensief. De legende wil dat zij dagenlang met haar vingers de geraakte ader heeft dichtgehouden. Hierdoor zou ze zozeer verzwakt zijn, dat zij enige tijd later bezweek. Feit is dat Charlotte 5 mei van datzelfde jaar aan een longontsteking overleed. Charlotte van Bourbon is begraven in de Onze-Lieve-Vrouwekathedraal (Antwerpen). Haar grafsteen werd tijdens de Contrareformatie na de Val van Antwerpen (1585) verwijderd. Op 24 januari 2015 onthulden de burgemeester Bart De Wever, de bisschop van Antwerpen Johan Bonny en een vertegenwoordiger van de protestantse kerken in Antwerpen een nieuwe grafsteen.

## Huwelijk en kinderen
Charlotte en Willem trouwden te Den Briel op 12 juni 1575. Uit dit huwelijk werden zes dochters geboren:
- Louise Juliana (1576-1644)
gehuwd met Frederik IV van de Palts
- Elisabeth (1577-1642)
gehuwd met Hendrik de La Tour d'Auvergne
- Catharina Belgica (1578-1648)
gehuwd met Filips Lodewijk II van Hanau-Münzenberg
- Charlotte Flandrina (1579-1640)
- Charlotte Brabantina (1580-1631)
gehuwd met Claude de la Trémoille
- Emilia Secunda Antwerpiana (1581-1657)
gehuwd met Frederik Casimir van Palts-Landsberg.

Na het overlijden van Charlotte en Willem in respectievelijk 1582 en 1584 komen drie van de dochters terecht in Frankrijk en drie in Duitsland.